# Huajlaya
Huajlaya ist eine Ortschaft im Departamento Chuquisaca im südamerikanischen Andenstaat Bolivien.

## Lage im Nahraum
Huajlaya liegt in der Provinz Nor Cinti und ist zentraler Ort des Cantón Huajlaya im Municipio Incahuasi. Der Ort liegt auf einer Höhe von 1954 m am Zusammenfluss des Río Puco Mayu und des Río Cajas, die flussabwärts als Río Huajlaya nach neun Kilometern in nördlicher Richtung in den Río Pilcomayo münden.

## Geographie
Huajlaya liegt in der Bergregion der Cordillera de Tajsara o Tarachaca im semi-ariden Übergangsgebiet zwischen den semi-humiden Bergwäldern der östlichen Gebirgsketten Boliviens und dem ariden Altiplano. Das Klima ist ein typisches Tageszeitenklima, bei dem die Temperaturschwankungen zwischen Tag und Nacht deutlicher ausfallen als die mittleren Schwankungen im Jahresverlauf.
Die Durchschnittstemperatur der Region liegt bei etwa 18 °C (siehe Klimadiagramm Las Carreras) und schwankt im Jahresverlauf zwischen knapp 14 °C im Juni/Juli und 21 °C im Januar. Der Jahresniederschlag beträgt kaum mehr als 400 mm, wobei die monatlichen Niederschläge in der Trockenzeit bei unter 20 mm liegen und nur im Südwinter Werte von knapp 100 mm erreichen (Carreras) und schwankt im Jahresverlauf zwischen knapp 14 °C im Juni/Juli und 21 °C im Januar. Der Jahresniederschlag beträgt kaum mehr als 400 mm, wobei die monatlichen Niederschläge in der Trockenzeit bei unter 20 mm liegen und nur im Südwinter Werte von knapp 100 mm erreichen.

## Verkehrsnetz
Huajlaya liegt in einer Entfernung von 499 Straßenkilometern südlich von Sucre, der Hauptstadt des Departamentos.
Von Sucre aus führt die asphaltierte Nationalstraße Ruta 5 in südwestlicher Richtung nach Potosí, der Hauptstadt des im Westen angrenzenden Departamentos. Von hier aus führt nach Süden die Ruta 1, die auf den ersten 37 Kilometer bis Cuchu Ingenio noch asphaltiert ist. Nach weiteren 146 Kilometern erreicht die Ruta 1 die Stadt Camargo. Noch einmal 19 Kilometer südlich von Camargo zweigt eine unbefestigte Landstraße in östlicher Richtung ab, überquert den Río Camblaya und überwindet auf den folgenden 47 Kilometern bis Culpina einen Höhenunterschied von 600 m.
Östlich von Culpina zweigt dann eine Straße nach Nordosten ab und erreicht nach weiteren 36 Kilometern über Incahuasi, Miraflores und Santa Rosa die Ortschaft Chillajara, von wo aus ein Abzweig in östlicher Richtung über Agua y Cerca in das fünfzehn Kilometer entfernte Portillo führt. Von dort führt eine Straße weiter in nordöstlicher Richtung und erreicht über San Marcos und San Marcelo nach dreißig Kilometern Huajlaya.

## Bevölkerung
Die Einwohnerzahl der Ortschaft ist im Jahrzehnt zwischen den beiden letzten Volkszählungen drastisch zurückgegangen:
| Jahr | Einwohner         | Quelle       |
| ---- | ----------------- | ------------ |
| 1992 | keine Detaildaten | Volkszählung |
| 2001 | 536               | Volkszählung |
| 2012 | 344               | Volkszählung |
| 2024 |                   | Volkszählung |